# MotionParallax3D
MotionParallax3D дисплеи — класс устройств виртуальной реальности, позволяющих сформировать у пользователя иллюзию объемного предмета за счет отображения на экране специальной проекции виртуального объекта, сгенерированной в зависимости от положения пользователя относительно экрана.

## Основы
Устройства данного класса содержат один или несколько плоских или изогнутых экранов, имеющих, в зависимости от форм-фактора устройства, различные размеры, форму и взаимное расположение.
Проекции виртуальных объектов рассчитываются таким образом, что при наблюдении виртуального объекта, изображение, которое видит пользователь, полностью совпадает с изображением, которое он увидел бы, если бы виртуальный объект был реальным и находился в соответствующей точке реального пространства. Для построения и отображения корректных проекций виртуальных объектов системе виртуальной реальности требуются актуальные координаты, из которых осуществляется наблюдение виртуального мира (координаты глаз пользователей).
В отличие от стереодисплеев, задействующих только бинокулярное зрение, MotionParallax3D дисплеи задействуют такой механизм восприятия объёма, как параллакс движения. Параллакс движения – смещение частей изображения друг относительно друга с угловой скоростью, пропорциональной разнице расстояния между ними и наблюдателем, при изменении взаимного положения наблюдателя и объекта наблюдения.
MotionParallax3D дисплеи задействуют этот механизм восприятия объёма путём постоянного перестроения изображения, исходя из актуальных координат глаз пользователя. Благодаря этому, виртуальные объекты смещаются друг относительно друга и относительно видимых реальных объектов по тем же законам и принципам, что и объекты реального мира. Это позволяет мозгу выстраивать целостную картину мира, содержащую одновременно реальные и виртуальные объекты с визуально неотличимым поведением.
Задействование механизма параллакса движения в MotionParallax3D дисплеях является достаточным для того, чтобы мозг воспринимал виртуальные объекты, как имеющие определенную форму, объём, и расстояние от глаз пользователя.

## Системы трекинга
Для того, чтобы проекция изображения, выводимая на экран, была корректной, системе необходимы максимально актуальные и точные координаты глаз пользователя. Эти координаты MotionParallax3D дисплеи получают из систем трекинга.
Системы трекинга для MotionParallax3D дисплеев могут строиться на различных принципах:
- Оптические:
  - на основе активных маркеров (NettleBox)
  - на основе пассивных маркеров (EON ICube)
  - на основе распознавания лиц, глаз, контуров головы и т.д. (Amazon Fire Phone)
- Ультразвуковые (RUCAP UM-5)
- Смешанные, сочетающие в себе несколько механизмов отслеживания, например, использующие, помимо оптических маркеров, гироскопы и акселерометры.

## Показатели качества
Качество MotionParallax3D дисплеев, основным критерием которого является реалистичность восприятия виртуального мира, определяется сочетанием трех основных характеристик:
- качеством стереоскопического разделения (если оно производится)
- качеством рендеринга
- геометрической корректностью проекции.

Качество стереоскопического разделения снижается вследствие гостинга (ghosting) – явления, при котором каждый глаз, помимо предназначенного для него изображения, воспринимает также и изображение, предназначенное для другого глаза. Причиной гостинга могут служить различные факторы, например, остаточное свечение люминофора в плазменных экранах или неполное совпадение направления поляризации при поляризационном стереоскопическом разделении.
Качество рендеринга в целом не является критичным в современных MotionParallax3D дисплеях, однако высокая детализация рендеринга и использование специальных эффектов позволяет задействовать психологические механизмы восприятия объема, такие как градиент текстуры, затенение, и т.д., что содействует повышению реалистичности восприятия.
Геометрическая корректность проекции 3D-сцены – наиболее значимый показатель качества MotionParallax3D дисплея. 
На геометрическую корректность проекции влияют точность отслеживания положения пользователя и промежуток времени между моментом начала определения положения пользователя и моментом вывода изображения на экран.
Точность отслеживания непосредственно влияет на корректность проекции виртуального объекта и определяется общей геометрической ошибкой, зависящей от архитектуры и геометрии средств отслеживания и качества калибровки, а также интегрального показателя ошибки, вносимой шумом.
Промежуток времени между моментом начала определения положения наблюдателя и моментом вывода изображения на экран является основной причиной геометрической некорректности проекции 3D-сцены в системах MotionParallax3D. Причиной возникновения задержки является то, что на все операции по определению положению пользователя, построению и выводу проекции, требуется время.
В современных MotionParallax3D дисплеях применяется технология предсказания положения пользователя, что позволяет частично скомпенсировать задержку, однако точность и горизонт предсказания сильно зависят от качества начальных данных (точность), а также количества выборок с координатами положения пользователя, получаемыми системой за единицу времени.
Особенностью зрительного восприятия является то, что мозг воспринимает задержку отображения виртуальных объектов не как задержку, а как искажение геометрии виртуальных объектов. В этом случае диссонанс между информацией, поступающей к пользователю по зрительному каналу восприятия и от вестибулярного аппарата может привести к проявлению у человека симптомов т.н. киберболезни, симптомами которой является тошнота, головная боль, боль в глазах.
Чем выше качество MotionParallax3D дисплея, тем меньше шансов проявления у пользователя вышеописанных симптомов. Хотя стоит отметить, что даже в случае идеального MotionParallax3D дисплея симптомы киберболезни могут проявиться у восприимчивых людей из-за диссонанса зрительных механизмов фокусировки и конвергенции: если виртуальный объект располагается на значительном удалении от плоскости, на которую выводится проекция изображения, попытка свести глаза и сфокусироваться на виртуальном объекте может привести к прямо противоположному результату.

## Место MotionParallax3D дисплеев среди систем виртуальной реальности
На сегодняшний день все широко распространенные устройства компьютерной виртуальной реальности можно условно разделить на два больших класса:
- MotionParallax3D дисплеи
- HMD (head-mounted display) дисплеи.

Кроме этих двух классов устройств существуют довольно экзотические варианты: например, система CastAR, в которой получение корректной проекции изображения на плоскости достигается за счет расположения проекторов непосредственно на очках. Но пока что такие устройства широко не распространены и существуют лишь в виде прототипов.
Шлемы виртуальной реальности, как правило, полностью изолируют пользователя от реального мира, в то время, как MotionParallax3D дисплеи в той или иной степени позволяют ориентироваться в окружающем пространстве. Но это также накладывает на MotionParallax3D дисплеи определенные ограничения: поскольку пользователь видит одновременно и реальные и виртуальные объекты, необходимо, чтобы их поведение было идентичным, что достигается путём уменьшения вышеупомянутой задержки до приемлемых величин (не более 20 мс).

## Известные реализации
Благодаря тому, что MotionParallax3D дисплеи представляют собой систему трекинга, сопряжённую с устройствами формирования и вывода изображения, существует множество различных форм-факторов как по размеру: от смартфона до виртуальной комнаты, так и по степени погружения в виртуальный мир: от окна в виртуальный мир размером в 2-3 дюйма до систем с полным погружением.
Ниже представлены наиболее распространенные представители устройств, которые можно отнести к данному классу.
Смартфон Amazon Fire Phone
- Стерео 3D: нет
- Принцип трекинга: оптический, отслеживание положения глаз пользователя

Система виртуальной реальности ZSpace
- Стерео 3D: пассивное стерео
- Принцип трекинга: оптический, отслеживание положения пассивных маркеров

Система виртуальной реальности NettleBox
- Стерео 3D: Active 3D
- Принцип трекинга: оптический, отслеживание положения активных маркеров

Виртуальная комната (CAVE) EON ICube
- Стерео 3D: Active 3D
- Принцип трекинга: оптический, отслеживание положения пассивных маркеров